# Universal Genève
Universal Genève — швейцарская компания по производству наручных часов, основанная в 1894 году. Она считается одним из ведущих производителей роскошных часов XX века, особенно благодаря своим инновационным хронографам и элегантным дизайнам.

## История
Universal Genève была основана в 1894 году в Ле-Локль, Швейцария, двумя часовыми мастерами — Улиссом Перретом и Нумой-Эмилем Дешамом, под названием «Universal Watch». Первоначально компания производила часовые механизмы для других производителей. В 1919 году она переместила свою штаб-квартиру в Женеву, что позволило компании укрепить свое присутствие на рынке элитных часов.

### Инновации
— Компания разработала первый наручный хронограф в 1917 году, став пионером в этой области
— В 1934 году она представила хронограф Compur, который стал одним из самых успешных моделей компании.
— В 1944 году Universal Genève выпустила легендарную коллекцию Polerouter, созданную знаменитым дизайнером Джеральдом Джентой. Эти часы были разработаны специально для экипажей авиакомпании SAS и отличались противоударным механизмом и утонченным дизайном.

### Часы с автоподзаводом
В 1954 году Universal Genève стала одной из первых компаний, выпустивших наручные часы с автоматическим подзаводом.

## Легендарные модели
Universal Genève известна своими знаковыми моделями:
- Compur (1934) — один из первых наручных хронографов.
- Tri-Compax (1944) — часы с тремя усложнениями: календарем, фазами Луны и хронографом.
- Polerouter (1954) — элегантные часы, созданные Джеральдом Джентой.
- Golden Shadow (1966) — одни из самых тонких наручных часов своего времени[4].

## Упадок и возрождение
В конце 1960-х и начале 1970-х годов Universal Genève находилась в собственности нью-йоркской компании Bulova, что способствовало росту популярности бренда в Японии и Северной Америке. Этот период привел к стилевому сотрудничеству с такими фирмами, как Tiffany, Cartier SA и Movado.
В 1970-х годах Universal Genève столкнулась с серьёзными трудностями, вызванными кварцевым кризисом, когда рынок заполонили недорогие и точные кварцевые часы, преимущественно из Японии. Как и многие другие швейцарские часовые бренды, Universal Genève не смогла быстро адаптироваться к новым реалиям. Производство механических часов стало нерентабельным, а попытки освоить кварцевую технологию оказались недостаточно успешными. К началу 1980-х годов компания существенно сократила объёмы производства, и её продукция стала редкостью на рынке.
В 1989 году Universal Genève была приобретена компанией Stelux International, которая уже владела Cyma, другим элитным швейцарским брендом, патенты которого принадлежали Universal с 1918 года. Новый владелец предпринял попытки возродить бренд, сосредоточившись на производстве классических моделей и ограниченных серий, в том числе выпустила серию часов с новым калибром микророторного механизма.
В 2023 года Stelux Holdings продала Universal Genève компании Breitling SA.

## Известные владельцы
- В конце 1990-х годов иллюстратор Playboy Лерой Нейман участвовал в печатной рекламной кампании Universal Genève. На изображении Нейман запечатлен в своей студии, где он носит Universal Genève Golden Janus, а на заднем плане видны его картины[9].
- В своей книге *Marking Time: Collecting Watches and Thinking about Time* главный редактор Simon & Schuster Майкл Корда вспоминает, как получил от дяди золотые часы Universal Genève Tri-Compax, когда учился в швейцарской школе-интернате Le Rosey. Он отмечает, что именно эти часы пробудили его интерес к часовому искусству[10].
- Президент Аргентины Хуан Перон носил Universal Tri-Compax
- 33-й президент США Гарри Трумэн надевал Universal Tri-Compax на Потсдамскую конференцию[11]
- Дональд Трамп владел Universal Genève Senna, которые впоследствии пожертвовал на аукцион Antiquorum[12].
- Президент Доминиканской Республики Гектор Трухильо носил золотые эмалевые часы Universal Genève, якобы подаренные ему в качестве дипломатического подарка[11].
- Герман Геринг подарил свои Universal Genève Compax охраннику Нюрнбергского трибунала лейтенанту Джеку Уилису накануне своей казни. Историки считают, что этот подарок был взяткой за капсулу с цианидом, которую Геринг использовал, чтобы избежать казни[13].
- Бывший генерал ВВС Чили Фернандо Аубель упоминал в мемуарах, что получил часы Universal Genève в молодости и носит их до сих пор[14].
- Иракский президент Саддам Хусейн владел обширной коллекцией часов Universal Genève. Многие из них были украшены его изображением и национальным гербом Ирака и вручались в подарок официальным лицам.
- Французский писатель, поэт и режиссёр Жан Кокто был известным поклонником стиля Universal Genève. В ограниченной серии турбийонов Universal были выгравированы строки его стихов[11].
- Джон Войт владел персонализированными часами Compax, а Джоан Риверс — Golden Shadow. Оба актёра пожертвовали свои часы на аукцион Antiquorum[15]
- Джерри Льюис носил Universal Genève в 1970-х годах[11].
- Элвис Пресли владел золотыми Universal Genève, которые подарил своему личному врачу в Лас-Вегасе в 1970-х годах[11].
- Эрик Клэптон носил часы Tri-Compax с «панда-циферблатом» в конце 1960-х годов, что привело к их прозвищу «Eric Clapton»[11].
- Финская модель Нина Риндт, вдова чемпиона Формулы-1 1970 года Йохена Риндта, часто фотографировалась с «панда-циферблатом» Compax в боксах Формулы-1. Эта модель получила прозвище «часы Нины Риндт», а её чёрная версия известна как «Evil Nina»[11].
- Спортивные часы Universal Ayrton Senna 1997 и 1998 годов были названы в честь чемпиона Формулы-1 Айртона Сенны. Часть выручки от продаж пошла в фонд Instituto Ayrton Senna[16].